# Artur Agostinho
Artur Fernandes Agostinho (Lisboa, 25 de diciembre de 1920 - ibidem, 22 de marzo de 2011) fue un periodista, locutor y actor portugués.

## Biografía
Artur Agostinho fue locutor de radio en la Emissora Nacional y en la emisora católica Rádio Renascença y presentador de televisión en la RTP. Fue uno de los más famosos periodistas deportivos de Portugal, director del periódico deportivo Record y del Jornal do Sporting.
Participó en las películas O Tarzan do 5.º Esquerdo, Dois Dias no Paraíso, Sonhar É Fácil, Cantiga da Rua, O Leão da Estrela, Capas Negras, Cais do Sodré, Testamento do Senhor Napumoceno y A Sombra dos Abutres.
Participó en programas de televisión como No Tempo Em Que Você Nasceu y Curto-Circuito y también en las series y telenovelas Clube das Chaves, Ana e os Sete, Sonhos Traídos, Ganância y Casa da Saudade.
Falleció el 22 de marzo a los 90 años de edad.